# Tatuidris tatusia
Tatuidris tatusia Brown & Kempf, 1968 è una formica della sottofamiglia Agroecomyrmecinae, unica specie del genere Tatuidris.

## Biologia
La biologia rimane ancora sconosciuta. Le peculiari spazzole mandibolari e il potente pungiglione fanno ipotizzare che questa specie sia un predatore specializzato di artropodi.

## Distribuzione e habitat
La specie è presente in Centro America e Sud America. Gli esemplari vengono di norma raccolti campionando la lettiera.